# قرش الطرف الأبيض المحيطي
قرش الطرف الأبيض المحيطي هو من القروش كبيرو السطح التي تقطن البحار الاستوائية والمعتدلة الدافئة. اشتهرت هذه الكائنات لجسدها الممتلئ الجدير بالملاحظة فيميزها الزعانف الطويلة والمدورة ذات الأطراف البيضاء.
على الرغم حركتها البطيئة، فهي انتهازية وعدوانية، وتشكل خطرًا على الناجين من حطام السفن. تظهر الدراسات الحديثة انخفاضًا حادًا في عدد السكان لأن زعانفها الكبيرة تحظى بتقدير كبير كمكون رئيسي لحساء زعانف سمك القرش، وكما هو الحال مع أنواع سمك القرش الأخرى، تواجه ذات الطرف الأبيض تصاعد عمليات الصيد في جميع أنحاء تواجده.

## التصنيف
تم وصف سمكة القرش المحيطية، أو القرش الأبيض الصغير، في عام 1831 من قبل عالم الطبيعة رينيه ليسن، الذي أطلق عليها اسم (Carcharhinus maou). تم وصفه بعد ذلك من قبل الكوبي فيليب بوي في عام 1861 باسم Squalus longimanus. كما تم استخدام اسم Pterolamiops longimanus. يدل لقب نوع longimanus إلى حجم الزعانف الصدرية (تترجم longimanus من اللاتينية على أنها «أيدي طويلة»). يمتلك سمك القرش الطرف الأبيض المحيطي على العديد من الأسماء الشائعة باللغة الإنجليزية: قرش براون ميلبرت الرملي، القرش البني، قرش نيغانو، الحيتان المحيطية ذو الرأس الأبيض، وسمك القرش الأبيض.
قواعد اللجنة الدولية للتسمية الحيوانية هي أن الوصف المنشور مسبقا له الأولوية بشكل عام؛ لذلك، يجب أن يكون الاسم العلمي الصحيح لها هو Carcharhinus maou. ومع ذلك، ظل الاسم الذي أطلقه رينيه ليسن منسيًا لفترة طويلة لكن Carcharhinus longimanus لا يزال مقبولًا على نطاق واسع.

## التوزيع والموطن
تتواجد هذه القروش عالميًا في المحيطات العميقة والمفتوحة، مع درجة حرارة أكبر من 18 درجة مئوية (64 درجة فهرنهايت)، على الرغم من أنه يحدث بشكل استثنائي في الماء البارد مثل 15 درجة مئوية (59 درجة فهرنهايت). إنها تفضل المياه بين 20 و 28 درجة مئوية (68-82 درجة فهرنهايت) وتميل إلى الانسحاب تلك المناطق التي تنخفض درجات الحرارة فيها خارج هذه الحدود. كانت في يوما ما شائعة للغاية وموزعة على نطاق واسع، ولا تزال تعيش في نطاق واسع حول العالم. ولكن، تشير الدراسات الحديثة إلى أن أعدادها قد انخفضت بشكل كبير وقد قدّر تحليل لبيانات سجلات الخطوط الطويلة المفتوحة في الولايات المتحدة بين عامي 1992 و 2000 (التي تغطي شمال غرب وغرب وسط المحيط الأطلسي) انخفاضًا بنسبة 70٪ خلال تلك الفترة.
توجد في جميع أنحاء العالم بين خطي عرض 45 درجة شمالاً و 43 درجة جنوباً. في سبتمبر 2004، شوهد أحدها بطول 2.3 متر (7.5 قدم) في المياه معتدلة الملوحة في Gullmarsfjorden في السويد ولكنه مات بعد فترة وجيزة. هذا هو الرقم الوحيد المسجل في شمال أوروبا وأقصى شمالا من نطاقاتها المعتادة.
يقضي القرش معظم وقته في الطبقة العليا من المحيط - على عمق 150 مترًا (490 قدمًا) مفضلا المناطق البعيدة عن الشاطئ في أعماق المحيط. وفقًا لبيانات التقاط بيانات الخيوط الطويلة، فإن زيادة المسافة من الأرض ترتبط بأعداد أكبر من أسماك القرش. في بعض الأحيان، يتم العثور عليه بالقرب من اليابسة في المياه الضحلة حتى 37 مترًا (120 قدمًا) وبشكل رئيسي حول جزر ميدوسيان مثل هاواي، أو في المناطق التي يكون فيها الجرف القاري ضيقًا مع إمكانية الوصول إلى المياه العميقة القريبة. عادة ما يكون منفردًا، على الرغم من أن التجمعات قد لوحظت من قبل في حالات تواجد الطعام بوفرة. على عكس العديد من الحيوانات، ليس لها دورة نهارية، وتنشط ليلًا ونهارًا. أسلوب سباحتها بطيء، مع زعانف صدرية منتشرة. على الرغم من عزلتها المعتادة عن أنواعها، فقد تصاحبها أسماك تدعى ربان مبذول، وسمك الدلفين، واللشكيات. في عام 1988، أفاد جيريمي ستافورد-ديتش برؤية أحدها برفقة حوت طيار قصير.

## الوصف

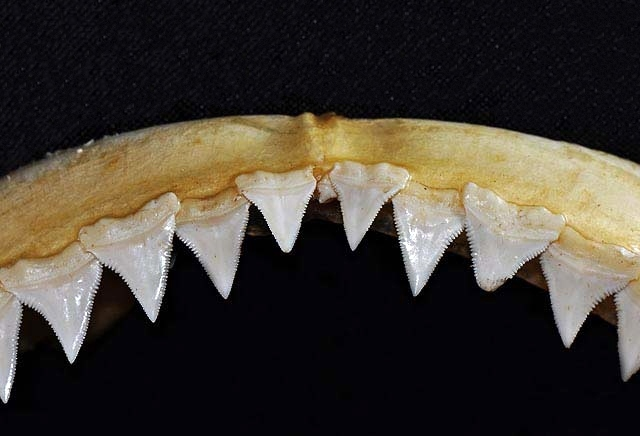
الفك العلوي

أبرز ما يميزها هو الزعانف الصدرية والظهرية الطويلة التي تشبه الجناح. الزعانف أكبر بكثير من معظم أنواع القرش الأخرى، وأكثر تدورا (كالطوق) بشكل واضح. أنف القرش مستدير وعيناه دائريتان، مع وجود غشاء راف أو كما يسمى غشاء رماش.
جسمها مستوي إلى حد ما، على الرغم من أنها ذات حدب معتدل. ألوانها برونزي أو بني أو مزرق أو رمادي ظهري (يختلف اللون حسب المنطقة) والأبيض بطنيًا (على الرغم من أنه قد يكون لونه أصفر في بعض الأحيان). قرش الطرف الأبيض المحيطي هو قرش متوسط الحجم. يبلغ حجم أكبر عينة تم صيدها على الإطلاق 4 أمتار (13 قدمًا)، وهو حجم كبير بشكل استثنائي مقارنةً بالعينات القليلة والتي تجاوزت طول 3 أمتار (9.8 قدمًا). الحد الأقصى للوزن المبلغ عنه هو 170 كجم (370 رطل).
عادة ما تكون الأنثى أكبر من الذكور بمقدار 10 سم (3.9 بوصة). يصل الذكور إلى النضج الجنسي عند 1.7 إلى 1.9 م (5.6 إلى 6.2 قدمًا) والإناث حوالي 1.8 إلى 2.0 م (5.9

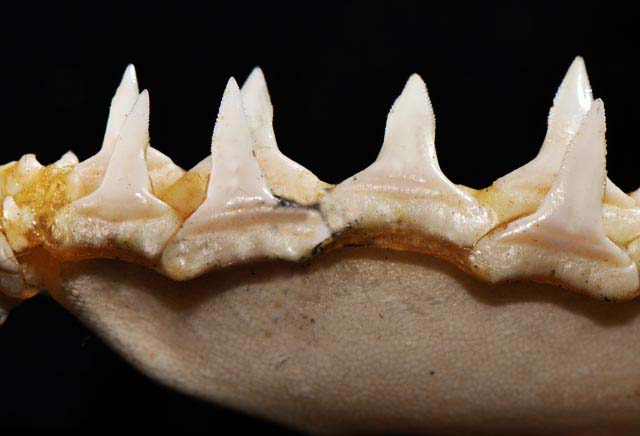
الفك السفلي

إلى 6.6 قدمًا). في خليج المكسيك في الخمسينات، كان متوسط وزن أسماك القرش المحيطية 86.4 كجم (190 رطلاً). في التسعينات، بلغ متوسط أسماك القرش من نفس المنطقة 56.1 كجم فقط (124 رطلاً)
معظم زعانفها (الظهرية والصدرية والحوض والذيلية) لها أطراف بيضاء (قد تفتقر القروش اليافعة وبعض البالغين إليها). إلى جانب الأطراف البيضاء، قد تكون الزعانف منقطة، ويمكن أن تحمل اليافعة منها علامات سوداء. قد تظهر علامات تشبه السرج بين الزعانف الظهرية الأولى والثانية. يحتوي القرش على عدة أنواع من الأسنان كتلك الموجودة في الفك السفلي لها طرف رفيع ومسنن وهي صغيرة نسبيًا ومثلثة (تشبه إلى حد ما ألأنياب). يوجد بين 13 و 15 سنًا على جانبي الارتفاق. الأسنان في الفك العلوي مثلثة، ولكنها أكبر وأوسع بكثير مع حواف مسننة بالكامل - 14 أو 15 على طول كل جانب من الارتفاق. تقع الأسنان المسطحة بشكل نموذجي وتتكون من خمسة إلى سبعة حواف.

## الغذاء
يتغذى بشكل رئيسي على رأس البحري والأسماك العظمية. ومع ذلك، يمكن أن يكون نظامه الغذائي أكثر تنوعًا وأقل انتقائية بكثير. من المعروف أنه يأكل خيطيات الزعانف، أسماك الرقيطة، السلاحف البحرية، الطيور، بطنيات القدم، القشريات، وجيف الثدييات. وتشمل الأسماك العظمية التي تتغذى عليها أسماك lancet ، والسمك المجدافي، والعقام، والشيميات، واللمبوكة، والمرلينية، والتونة، والإسقمري. تشمل طرق التغذية الخاصة به العض في مجموعات من الأسماك والسباحة من خلال تجمعات التونة بفم مفتوح. عندما تتغذى على الأنواع الأخرى، تصبح عدوانية. لاحظ بيتر بنشلي، مؤلف كتاب "الفك المفترس"، أن هذا القرش يسبح بين الحيتان الرائدة ويأكل برازها

## السلوك
عادة ما تكون منفردة متحركةً ببطء، وتميل إلى الإبحار علي قمم أعمدة الماء مغطية مساحات شاسعة من المياه الفارغة بحثًا عن مصادرغذاء محتملة. حتى القرن السادس عشر، كانت أسماك القرش معروفة للملاحين بـ «كلاب البحر»,

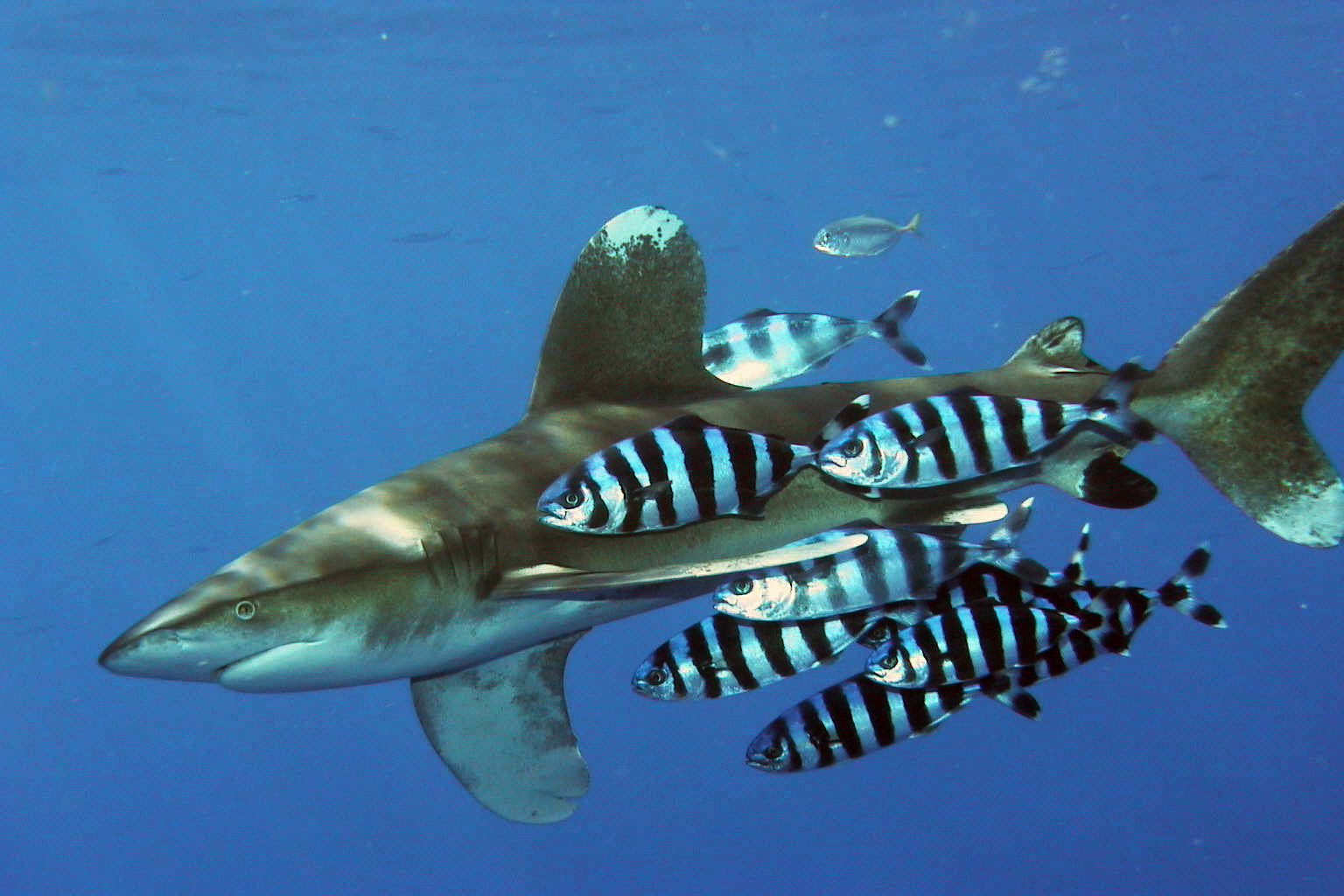
صورة ملتقطة لقرش الطرف الأبيض المحيطي في منطقة شُعب الفِنْستون المرجاني في البحر الأحمر قرابة مصر برفقة أسماك ربان مبذول

لكن هذا النوع على وجه التحديد هو أكثر أسماك القرش شيوعاً بإتباعها السفن. تظهر سلوكًا شبيهًا بالكلاب عندما يتم جذب اهتمامها: عندما تنجذب إلى شيء يبدو كطعام، تصبح تحركاتها أكثر حماسة وتقترب بإصرار وحذر، تتراجع وتحافظ على مسافة آمنة إذا طُردت، ولكنها مستعدة للاندفاع إذا أتيحت لها الفرصة بذلك. قرش الطرف الأبيض المحيطي ليس سباح سريع، لكنه قادر على المفاجأة بالاندفاع بسرعة. تتنافس عادة على الطعام مع أسماك القرش الحريرية، لتعوض عن أسلوب السباحة المريح والمتناسب معها مع شكل من العدوانية. تتشكل المجموعات غالبًا عند الاجتماع على مصدر غذائي. لا يبدو أن الفصل حسب الجنس والحجم يحدث هنا. تتبع مدارس التونة أو الحبار، وتتبع مجموعات من الحيتانيات مثل الدلافين والحيتان الرائدة، وتسحق فريستها. غريزتهم هي اتباع هجرات الطُعم المصاحب للسفن التي تجوب المحيطات. عندما حدث صيد الحيتان في المياه الدافئة، فإن هذه القروش هي المسؤولة في الغالب عن الكثير من الأضرار في الجثث العائمة.

## التكاثر
يحدث موسم التزاوج في أوائل الصيف في شمال غرب المحيط الأطلسي وجنوب غرب المحيط الهندي، على الرغم من العثور على إناث تم أسرهم في المحيط الهادئ مع أجنة على مدار سنة مما يشير إلى موسم تزاوج أطول هناك. القرش ولودي فإن الأجنة تتطور في الرحم وتتغذى على الكيس المشيمي. فترة الحمل هي سنة واحدة. تختلف أحجام مخلفاتها من واحد إلى 15 مع الأطفال الذين يولدون على طول حوالي 0.6 متر (24 بوصة). يصل النضج الجنسي إلى حوالي 1.75 م (69 بوصة) للذكور و 2 م (80 بوصة) للإناث

## العلاقة مع الإنسان
تعتبر نوعًا تجاريًا مهماً وهذه لزعانفها ولحومها وزيتها. تؤكل طازجة ومدخنة ومجففة ومملحة وتستخدم جلودها في صناعات الجلود. تعاني هذه الأنواع ضغطاً بسسب الصيد في مناطها كاملة ً تقريبًا، على الرغم من أنها غالبًا ما تؤخذ

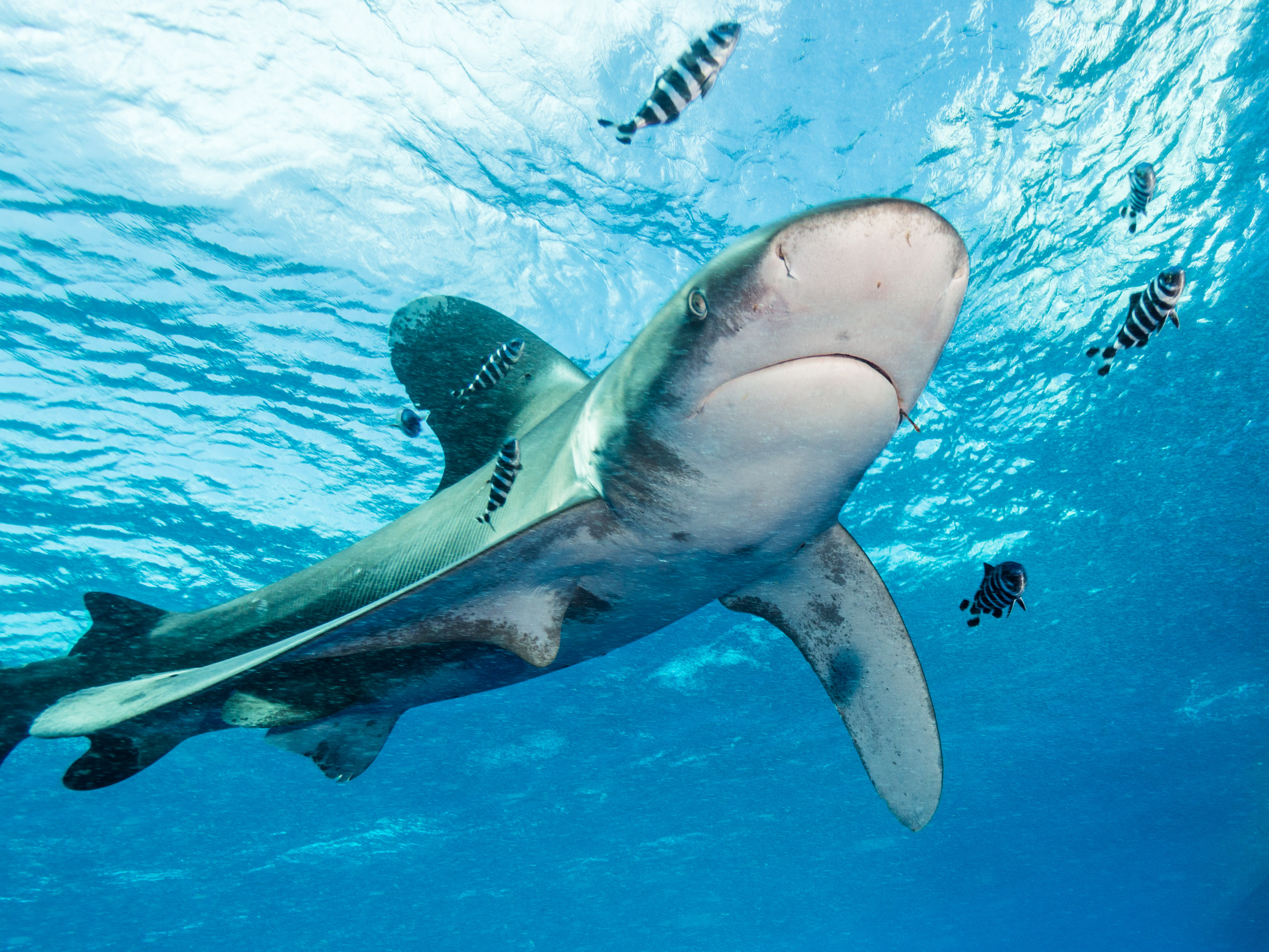
قرش الطرف الأبيض المحيطي مع خطاف أسماك صدئ في فمه.

كمصيد عرضي أكثر، حيث أنها تنجذب إلى طُعم الخيوط الصنارية الطويلة والمستهدفة لأنواع أخرى.
وصف الباحث جاك إيف كوستو عالم المحيطات بأنه «أخطر أسماك القرش». على الرغم من السمعة السيئة للقرش الأبيض الكبير وأسماك القرش الأخرى التي توجد عادة بالقرب من الشواطئ، يُشتبه في قرش الطرف الأبيض المحيطي مسؤوليته عن العديد من عضات أسماك القرش المميتة على البشر، نتيجة الافتراس على الناجين من حطام السفن أو الطائرات المنهارة. لم يتم تضمين مثل هذه الحوادث في مؤشرات عضات أسماك القرش الشائعة في القرنين العشرين والحادي والعشرين، ونتيجة لذلك، لم يكن لديها أكبر عدد من الحوادث المسجلة؛ تم تسجيل خمس عضات فقط من عام 2009.
بعد أن تم تحطيم سفينة يو إس إس إنديانابوليس في 30 يوليو 1945، توفي معظم البحارة الذين نجوا من الغرق بسبب التعرض لبعض العناصر بدلاً من عضات أسماك القرش. ومع ذلك، وفقًا لروايات الناجين المنشورة في العديد من الكتب حول أسماك القرش وهجمات سمك القرش، فإن مئات من أفراد طاقم إنديانابوليس قتلوا على يد أسماك القرش قبل أن تكتشفهم طائرة في اليوم الخامس بعد الغرق. يُعتقد أن قرش الطرف الأبيض المحيطي مسؤول عن معظم هذه الهجمات إن لم يكن كلها. أيضا خلال الحرب العالمية الثانية، RMS Nova Scotia ، وهي سفينة بخارية كانت تحمل حوالي 1000 شخص بالقرب من جنوب أفريقيا، قد أٌغرقت من قبل غواصة ألمانية. نجا 192 شخصا، لكن العديد من الوفيات نُسِبت إلى هذا النوع من القروش.
في مصر وفي العام 2010، تورطت إحدى هذه القروش في عدة عضات على السياح في البحر الأحمر بالقرب من شرم الشيخ. تم التعرف على القرش بشكل فردي من خلال علامة العضة المأخوذة من فص الذيل العلوي. كشفت الأدلة

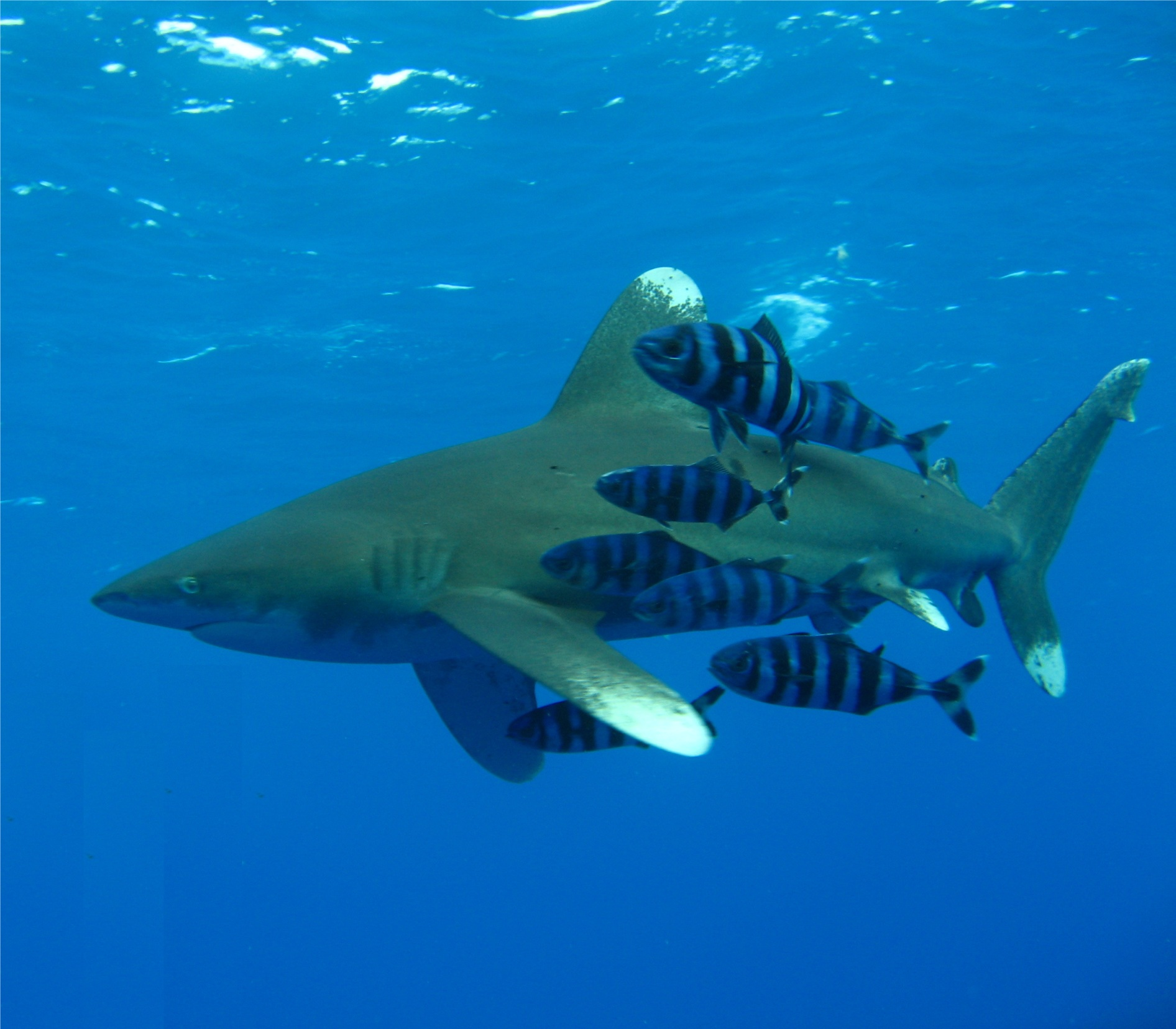
صورة ملتقطة لقرش الطرف الأبيض المحيطي برفقة أسماك ربان مبذول

المتراكمة أن هذا القرش كان متكيفا بإطعامه باليد. عند يقوم الغواصين بربط إمدادات من الطعام سهلة، تقوم بتدوير الغواصين والعض في مناطق الجسم التي كانت تُرى فيها الأسماك، أي في الحقائب الصغيرة التي يحملها الغواصون. أدى ذلك إلى استهداف القرش لمناطق الأرداف والفخذين على أمل الحصول على وجبة. أدت هذه العضات في شرم الشيخ لعام 2010 إلى وفاة واحدة وإصابة أربعة أشخاص. قد يكون تم تحفيز هذه الهجمات من خلال الصيد المفرط في تلك المنطقة من البحر الأحمر، مما اضطر القرش بشكل فعال إلى الاقتراب من هذه أماكن.

## الأسر
كان أداءها أفضل في الأسر من أسماك القرش الكبيرة الأخرى في المحيط المفتوح، مثل قرش ماكو قصير الزعنف والقرش الأزرق. من بين خمسة عاش الثلاثة ذو سجلات زمنية لأكثر من عام في الأسر. واحدة من هؤلاء، وهي أنثى في معرض خليج المحيط الخارجي لخليج مونتيري، عاشت لأكثر من ثلاث سنوات نمت خلالها 0.3 متر (1 قدم). يفتقر الاثنان المتبقيان إلى سجل زمني، لكنهما نما حوالي 0.5 متر (1.6 قدم) خلال فترة وجودهما في الأسر.

## حالة الحفظ
في عام 1969، كتب Lineaweaver و Backus عن قرش الطرف الأبيض المحيطي: «إنها وفيرة بشكل غير عادي، ربما تكون أكثر الحيوانات الكبيرة وفرة على وجه الأرض، أكبر من 100 رطل [45 كجم]». لم يتم إجراء المزيد من الدراسات السكانية حتى عام 2003، عندما قُدر أن الأرقام انخفضت بنسبة تصل إلى 70٪ في شمال غرب وغرب وسط الأطلسي بين عامي 1992 و 2000. وقدرت دراسة أخرى تركز على خليج المكسيك، باستخدام مزيج من البيانات من مسوحات الولايات المتحدة السطحية الطويلة في منتصف الخمسينات والملاحظات من أواخر التسعينات أن هناك انخفاضًا في الأرقام في ذلك الموقع بنسبة 99.3٪ خلال هذه الفترة. ومع ذلك، فإن التغييرات في ممارسات الصيد وطرق جمع البيانات تعقد التقديرات. ونتيجة لهذه النتائج، تم نقل مكانتها في القائمة الحمراء للاتحاد الدولي لحفظ الطبيعة والموارد الطبيعية إلى «المعرضة لخطر شديد» عالميًا.
بموجب اتفاقية الأمم المتحدة لعام 1995 بشأن حفظ وإدارة الأرصدة السمكية المتداخلة المناطق والأرصدة السمكية الكثيرة الارتحال، يتعين على الدول الساحلية والتي لها ممارسات صيد الأسماك على وجه التحديد اعتماد تدابير للحفاظ على الأنواع المدرجة، ولكن لا يوجد تقدم يُذكر على هذا النوع من القروش.
من 3 يناير 2013، كان القرش محميًا بالكامل في المياه الإقليمية لنيوزيلندا بموجب قانون الحياة البرية لعام 1953. صنفت وزارة الحفظ النيوزيلندية سمك قرش الطرف الأبيض المحيطي على أنه «مهاجر» مع المصنف «آمن في الخارج» بموجب نظام تصنيف التهديدات في نيوزيلندا.
في مارس 2013، تمت إضافة ثلاثة أسماك قرش مهددة بالانقراض ذات قيمة تجارية، القرش المطرقة، وقرش الطرف الأبيض المحيطي، وبربيجل إلى الملحق الثاني من اتفاقية التجارة الدولية بالأنواع الحيوانية والنباتية البرية المعرضة للانقراض، مما جعل صيد أسماك القرش وتجارة هذه الأنواع خاضعة للترخيص والتنظيم.